# Billions
Billions (Bilhões) é um filme perdido norte-americano de 1920, do gênero comédia, produzido e estrelado por Alla Nazimova e distribuído pela Metro Pictures. Ray Smallwood dirigiu. Foi baseado na peça francesa, L'Homme riche, de Jean Jose Frappa e Henry Dupuy-Mazuel.

## Elenco
- Alla Nazimova — Princesa Triloff
- Charles Bryant — Krakerfeller/Owen Carey
- William J. Irving — Frank Manners
- Victor Potel — Pushkin
- John Steppling — Isaac Colben
- Marian Skinner — Sra. Colben
- Emmett King — John Blanchard
- Eugene H. Klum